# Pyry z gzikiem

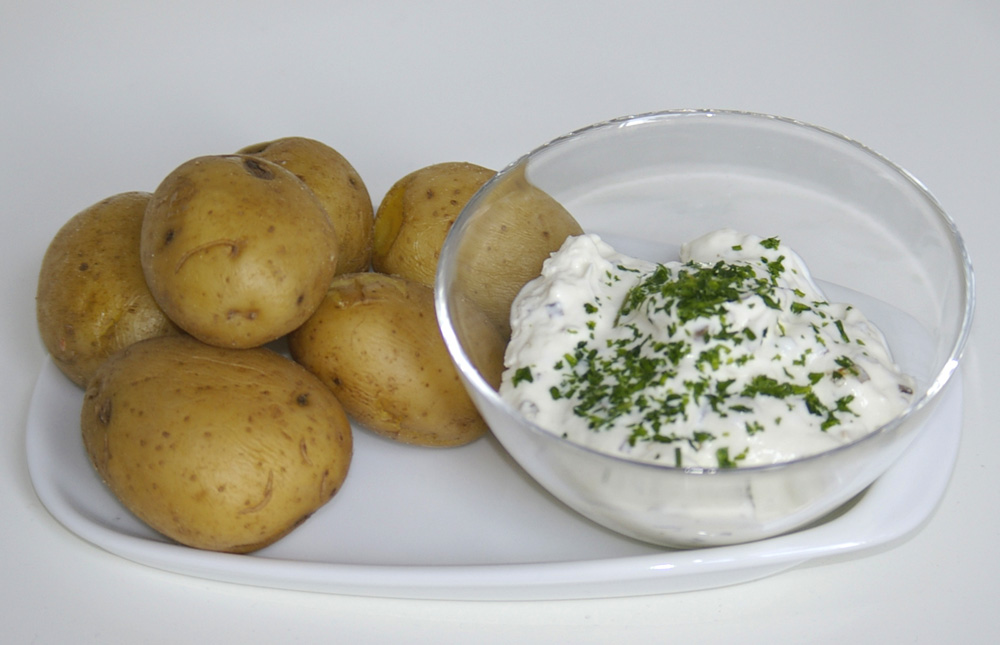
Pyry z gzikiem

Pyry z gzikiem (w południowej Wielkopolsce także: pyry z gziką) – postne danie kuchni wielkopolskiej złożone z ziemniaków (w gwarze poznańskiej pyrów) oraz gziku, czyli odpowiednio przyprawionego twarogu (w innych częściach Polski, głównie na Mazowszu, nazywanego serem twarogowym albo serem białym).
Ziemniaki najczęściej gotowane są w mundurkach, czyli bez obierania. Całość może być doprawiona śmietaną, solą, pieprzem i olejem (często lnianym). Danie powstało zapewne w pierwszej połowie XIX wieku, kiedy to w Wielkopolsce rozpowszechniły się ziemniaki.  
Według E. Kierskiego pyry z gzikiem (kartofle z gziczką) stanowiły jedno z podstawowych dań chłopskich w 2. połowie XIX wieku przynajmniej w pewnej części Wielkopolski, gdzie przez pół roku codziennie jadano je na śniadanie, a przez drugie pół – na obiad.
Ziemniaki w mundurkach zastępowane bywają ziemniakami obieranymi lub nawet chlebem. Danie podawane jest w wielkopolskich restauracjach.